# 繁沢学文
繁沢 学文（はんざわ さとふみ）は、江戸時代前期の長州藩士。父は繁沢直久。

## 生涯
万治2年（1659年）、繁沢直久の子として生まれる。寛文10年（1670年）に直久が死去し家督を相続したが、まだ幼少だったために寄組相当の御役儀なども勤められなかったので、御奏者役を命じられて御手廻組へ加えられた。
宝永元年（1704年）、46歳で死去した。子の芝貞が家督を継いだ。